# Nakanokuchi (Niigata)
Nakanokuchi (jap. 中之口村, -mura) war eine Dorfgemeinde im Nishikanbara-gun in der japanischen Präfektur Niigata.

## Geschichte
Am 21. März 2005 wurde Nakanokuchi nach Niigata eingemeindet.

## Söhne und Töchter des Dorfs
- Ōkawa Hiroshi (De-facto-Gründer von Tōei)
- Haguroyama Masaji (36. Yokozuna)